# Nalot (album)
Nalot – drugi album zespołu Azyl P. wydany w 1986 roku nakładem wydawnictwa Razem.

## Lista utworów
Źródło:.
Strona 1
1. „Już lecą” (muz. A. Siewierski – sł. J. Perkowski) – 3:25
2. „Marzenie żółwia (Ucieczka z więzienia)” (muz. i sł. A. Siewierski) – 2:58
3. „Już nie mogę” (muz. i sł. A. Siewierski) – 2:23
4. „Nocne zjawy” (muz. A. Siewierski – sł. J. Perkowski) – 3:35
5. „Zwiędłe kwiaty” (muz. i sł. A. Siewierski) – 4:17
6. „Nasz jedyny świat” (muz. A. Siewierski – sł. J. Perkowski) – 3:35

Strona 2
1. „Och alleluja!” (muz. i sł. A. Siewierski) – 3:42
2. „Praca i dom” (muz. A. Siewierski – sł. J. Perkowski) – 3:07
3. „Daj mi swój znak” (muz. A. Siewierski, J. Perkowski – sł. J. Perkowski, G. Kuczyński) – 3:52
4. „Tysiąc planet” (muz. J. Perkowski – sł. A. Siewierski, G. Kuczyński, R. Tomaszewski) – 4:46
5. „Rock'n'roll biznes” (muz. i sł. A. Siewierski) – 3:26

W 2012 roku Polskie Radio wydało wznowienie płyty jako digipack wzbogacony o 7 utworów bonusowych.
Utwory dodatkowe
1. „Chyba umieram” – 4:18
2. „Twoje życie” – 5:40
3. „Och Lila” – 3:20
4. „Kara śmierci” – 4:19
5. „Nic więcej mi nie trzeba" – 3:18
6. „I znowu koncert” – 3:30
7. „Mała Maggie” – 2:25

## Twórcy
Źródło:.
Muzycy
- Andrzej Siewierski – wokal, gitara
- Jacek Perkowski – wokal, gitara
- Dariusz Grudzień – wokal, gitara basowa
- Marcin Grochowalski – wokal, perkusja

Personel
- Wojciech Przybylski, Jarosław Regulski – realizacja
- Grzegorz Kuczyński, Krzysztof Domaszczyński – produkcja
- Andrzej Tyszko – foto
- Andrzej Brzezicki – projekt graficzny

## Wydawnictwa
Źródło:.
- LP Klub Płytowy Razem RLP-012
- MC Polmark PK-125[9]
- CD DG Polskie Radio PRCD 1507